# Vlatko Pavletić

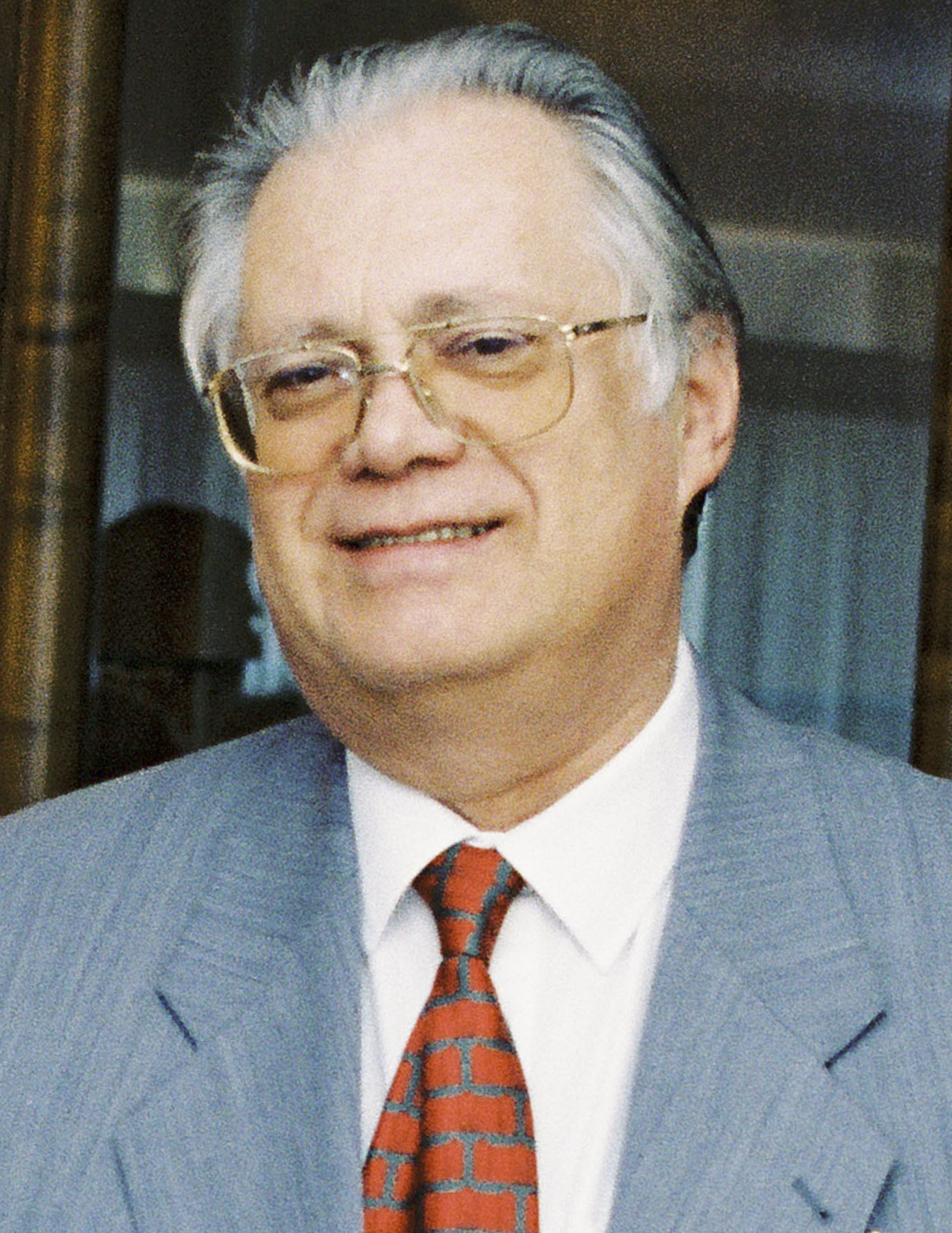
Vlatko Pavletić (1996)

Vlatko Pavletić (* 2. Dezember 1930 in Zagreb; † 19. September 2007 ebenda) war ein kroatischer Politiker der HDZ.

## Leben
Pavletić wurde am 2. Dezember 1930 in Zagreb im Königreich Jugoslawien geboren. Er schloss 1955 sein Studium an der Universität Zagreb ab, wo er die kroatische Sprache und Literatur studierte. 1972 wurde er von dem kommunistischen Regime Jugoslawiens wegen „Versuchs des Umsturzes und der Veränderung des Staatssystems“ inhaftiert. 1975 wurde ihm der Titel des Doktors verliehen.
Von 1990 bis 1992 war Pavletić Bildungsminister. 1992 wurde er in das kroatische Parlament gewählt und am 28. November 1995 zum Parlamentspräsidenten ernannt. Dieses Amt hatte er bis 2000 inne. Nach dem Tod des kroatischen Staatspräsidenten Franjo Tuđman am 10. Dezember 1999 wurde Pavletić Präsident von Kroatien und blieb bis zum 2. Februar 2000 im Amt, als das Parlament Zlatko Tomčić zum neuen Sprecher des Parlaments und damit zum neuen Präsidenten wählte.
2004 zog sich Pavletić aus der Politik zurück. Er starb am 19. September 2007 im Alter von 76 Jahren an Bauchspeicheldrüsenkrebs.